# Rotterdam Airport
Rotterdam Airport (org: Airport of Rotterdam, Rotterdam Luchthaven, gammelt navn Vliegveld Zestienhoven) er den næststørste lufthavn i Holland efter Schiphol lufthavnen ved Amsterdam. Rotterdam Airport ligger 9 km nordøst fra Rotterdams Centrum. Lufthavnen betjener dagligt VLM, Transavia samt Tyrol Air, de flyver til mange destinationer nogle af dem er bl.a. Roskilde i Danmark, Salzburg i Østrig samt mange andre. Lufthaven har bl.a. to lufthavns hoteller, i terminalen er der ikke ret mange butikker, to Shops of Travel, en købmand / Kiosk og et cafeteria.

## Destinationer
| Flyselskab       | Rejsemål |
| ---------------- | --- |
| Corendon         | Antalya |
| Inter Airlines   | Antalya |
| Onur Air         | Antalya |
| Pegasus Airlines | Antalya |
| Transavia        | Alicante, Antalya, Bodrum, Korfu, Dalaman, Faro, Gerona, Heraklion, Kos, Las Palmas, Málaga, Nice, Mallorca, Paris Orly, Rhodos, Tenerife, Toulon, Roma-Fiumicino, London Luton |
| Scot Airways     | |
| VLM Airlines     | Donegal, Guernsey, Isle of Man, Jersey, Manchester, Hamburg, London City Airport                                                                                                |